# 市役所前駅 (岐阜県)
市役所前駅（しやくしょまええき）は、岐阜県岐阜市今沢町にあった、名古屋鉄道岐阜市内線（長良線）の停留場である。岐阜市役所の最寄駅であった。
ここでは、1946年ころ当停留場に統合された朝日町駅（あさひまちえき）についても併せて記述する。

## 歴史
1911年に岐阜市内線が美濃電気軌道の路線として開通した際に開業した。開業時の駅名は八ツ寺町駅（やつでらちょうえき）であったが、3年後の1914年には郵便局前駅（ゆうびんきょくまええき）に改称している。開通当初の路線は今小町駅までで、この駅と当停留場との間、現在の岐阜新聞本社付近の位置には朝日町駅が存在していた。当停留場は1946年ころにこの朝日町駅を合し、同時に駅名を郵便局前駅から裁判所前駅（さいばんしょまええき）に改める。なお、同時期に先述の今小町駅は泉町駅（後の大学病院前駅）に統合されている。
さらに1957年には今沢町駅（いまざわちょうえき）に改称、市役所前駅になったのは1966年2月1日のことであった。同日には岐阜市役所が駅のある今沢町へ移転しているただ、この時すでに市内ではモータリゼーションが進展、当停留場を含む岐阜市内線の徹明町駅 - 長良北町駅は高富線が廃止されてから他の路線とも接続していなかったこともあって危殆に瀕していた。結局この区間は1988年に廃止され、当停留場もあわせて廃駅となっている。
- 1911年（明治44年）2月11日 - 美濃電気軌道市内線の駅前 - 今小町駅間開通と同時に八ツ寺町駅として開業[2]。現在の岐阜市役所南庁舎付近にあったという。
- 1914年（大正3年）4月 - 郵便局前駅に改称[2]。
- 1946年（昭和21年）ころ - 朝日町駅と統合され移転。裁判所前駅に改称[2]。
- 1957年（昭和32年）7月15日 - 今沢町駅に改称[2]。
- 1966年（昭和41年）2月1日 - 岐阜市役所移転に伴い、市役所前駅に改称[2]。
- 1988年（昭和63年）6月1日 - 岐阜市内線の徹明町駅 - 長良北町駅間の廃止により廃駅となる[2]。

## 停留場構造
併用軌道上に相対式2面2線の乗り場が設けられていた。駅舎はない。

### 配線図
| ← 伊奈波通方面 | 市役所前駅 構内配線略図 | → 徹明町方面 |
| 凡例 出典:     |                         |              |

## 隣の停留場
名古屋鉄道
岐阜市内線
岐阜柳ヶ瀬駅 - 市役所前駅 - 大学病院前駅
- かつては隣の岐阜柳ヶ瀬駅との間に柳ヶ瀬駅（やながせえき）が存在した。設置時期は不詳である。